# Dennis Matkosky
Dennis Matkosky ist ein US-amerikanischer Songwriter, der für den Titel Maniac mit einem Grammy und einer Oscar-Nominierung ausgezeichnet wurde.

## Leben
Matkosky wuchs in Philadelphia auf und besuchte die Temple University. Nach seinem Abschluss 1979 zog er mit seiner Frau nach Los Angeles, wo er als Songwriter arbeitete. Sein Titel Mirror, Mirror, den er mit Michael Sembello verfasst hatte, wurde von Diana Ross aufgenommen und erreichte 1981 Position 8 in den Billboard Hot 100. Gemeinsam mit Sembello verfasste er auch Maniac für den Soundtrack des Filmes Flashdance. Der von Sembello interpretierte Titel erreichte 1983 Nummer 1 der Billboard Hot 100. Matkosky und Sembello wurden daraufhin mit einem Grammy ausgezeichnet und für den Oscar nominiert. Seither wird der Titel häufig in US-amerikanischen Filmproduktionen wiederverwendet.
Matkosky schrieb unter anderem für Clay Aiken, Eddie Money, Boz Scaggs,   LeAnn Rimes und Keith Urban.

## Filmografie (Auswahl)
- 1983: Flashdance
- 1988: Elvira – Herrscherin der Dunkelheit (Elvira: Mistress of the Dark)
- 2003: American Pie – Jetzt wird geheiratet (American Wedding)
- 2009: Dance Flick – Der allerletzte Tanzfilm (Dance Flick)
- 2011: Big Mama’s Haus – Die doppelte Portion (Big Mommas: Like Father, Like Son)

## Auszeichnungen
- 1984: Oscar-Nominierung für Flashdance
- 1984: Golden-Globe-Nominierung für Flashdance
- 1984: Grammy für Flashdance